# Stenopogon costatus
Stenopogon costatus là một loài ruồi trong họ Asilidae. Stenopogon costatus được Loew miêu tả năm 1871. Loài này phân bố ở vùng Cổ Bắc giới.